# Gordon H. Sato
Gordon Hisashi Sato (* 17. Dezember 1927 in Los Angeles, Kalifornien; † 31. März 2017 in Beverly, Massachusetts) war ein US-amerikanischer Zell- und Molekularbiologe und Entwicklungshilfe-Aktivist japanischer Abstammung.

## Leben
Satos Eltern waren japanische Immigranten in die USA erster beziehungsweise zweiter Generation. Sato wurde als Jugendlicher zusammen mit seinen Eltern nach dem Kriegseintritt Japans gegen die USA im Manzanar War Relocation Center interniert, weil die Familie, obgleich sie die amerikanische Staatsbürgerschaft besaß, aufgrund ihrer japanischen Abstammung als Sicherheitsrisiko eingestuft wurde.
1951 erwarb Sato an der University of Southern California in Los Angeles einen Bachelor in Biochemie und 1955 bei Max Delbrück, der Sato auch finanziell unterstützte, am California Institute of Technology (Caltech) in Pasadena, Kalifornien, einen Ph.D. in Biophysik. Als Postdoktorand arbeitete er bei Gunther Stent an der University of California, Berkeley und bei Theodore Puck an der University of Colorado.
1958 erhielt Sato eine Professur für Biochemie an der Brandeis University in Waltham, Massachusetts, zunächst als Assistant Professor, 1963 als Associate Professor und 1968 als ordentlicher Professor. 1969 wechselte er als Professor für Biologie an die University of California, San Diego. 1983 wurde er Direktor des W. Alton Jones Cell Science Center in Lake Placid, New York, einer unabhängigen Forschungseinrichtung. Als das W. Alton Jones Cell Science Center 1992 aufgelöst wurde, ging Sato in den Ruhestand.
Er starb am 31. März 2017 zuhause.

## Wirken
Sato konnte wichtige Beiträge zur Wirkung von Wachstumshormonen und -faktoren auf Zellkulturen leisten. In Satos Labor wurde beispielsweise Cetuximab entwickelt, ein Antikörper gegen den Epidermal Growth Factor, der später als Krebsmedikament (Krebsimmuntherapie) zugelassen wurde.
Spätere Arbeiten Satos befassten sich mit der Produktion von Lebensmitteln in schwierigen Umweltbedingungen, zum Beispiel in Wüsten. Sato begann sich – verstärkt nach seiner Emeritierung 1992 – für die Aufforstung von Mangrovenwäldern in Eritrea zu engagieren, die als Nahrungsquelle für das Vieh der armen Küstenbevölkerung dienen. Zur Erinnerung an seine Internierung als Jugendlicher nannte Sato das Projekt Manzanar Project.

## Auszeichnungen (Auswahl)
- 1979: Mitglied der American Academy of Arts and Sciences[3]
- 1982: Rosenstiel Award[4]
- 1984: Mitglied der National Academy of Sciences
- 2002: SIVB Lifetime Achievement Award[5]
- 2002: Rolex Award[6]
- 2005: Blue Planet Prize[7]